# Позиционна средна величина
Позиционна средна величина в статистиката е числова стойност от значенията на изследвания признак, която се установява въз основа на мястото, което тя заема в един предварително аранжиран статистически ред. По тази причина, позиционната средна е неалгебрична средна величина.
Позиционните средни още са обединени под общото наименование квантили. В практиката най-често се използват следните квантили:
- медиана, която бележи средата на статистическия ред (една на брой);
- квартили, три на брой, които делят статистическия ред на четири равни части (вторият квартил съвпада с медианата);
- квинтили, четири на брой, които делят реда на пет равни части;
- децили, девет на брой, които делят статистическия ред на десет равни части;
- центили[1] (процентили[2]), 99 на брой, които делят реда на сто равни части